# Distrito de Condado de Bentheim
El Distrito de Condado de Bentheim (del alemán: Landkreis Grafschaft Bentheim) es un distrito ubicado al sudoeste del estado federal de Baja Sajonia en Alemania. En la frontera sur con Países Bajos y el estado federal de Renania del Norte-Westfalia. La capital de distrito es Nordhorn.

## Geografía
El distrito de Condado de Bentheim se ubica directamente en la frontera con Países Bajos, al norte y al este limita con el distrito de Emsland de Baja Sajonia, al sur con el distrito de nordrhein-westfälischen Borken y Steinfurt. La comarca de Grafschaft tiene una tierra dedicada al cultivo muy llana, al sur, en lo que se denomina el Obergrafschaft, se encuentra la montaña del Bentheimer casi en la frontera del Bosque del Teutoburgo (Teutoburger Wald). Existen en la región del distrito numerosos riachuelos, así como dos únicos ríos principales: el Vechte y Dinkel.

## Historia
La comarca tenía históricamente la denominación de Condado de Bentheim ya en el año 1050. En el siglo XIX la ciudad capital del distrito Nordhorn se hizo famosa porque tenía una industria textil de las más importantes del territorio alemán.

## Turismo
El distrito de Condado de Bentheim posee numerosas ofertas turísticas, es muy conocido el turismo en bicicleta ya que posee una red de una longitud de 550 km dedicada exclusivamente a este tipo de deporte, existen balnearios en ciudades como Bad Bentheim y en los alrededores: Höhenburg y Bentheim.

## División administrativa
El distrito de Condado de Bentheim posee 26 municipios:
Einheitsgemeinden
1. Bad Bentheim, Stadt
2. Nordhorn, Stadt, Selbständige Gemeinde
3. Wietmarschen

Samtgemeinden
1. Samtgemeinde Emlichheim
2. Samtgemeinde Neuenhaus
3. Samtgemeinde Schüttorf
4. Samtgemeinde Uelsen

Miembros de los municipios
| Samtgemeinde Emlichheim 1. Emlichheim * 2. Hoogstede 3. Laar 4. Ringe Samtgemeinde Neuenhaus 1. Esche 2. Georgsdorf 3. Lage 4. Neuenhaus, Stadt * 5. Osterwald | Samtgemeinde Schüttorf 1. Engden 2. Isterberg 3. Ohne 4. Quendorf 5. Samern 6. Schüttorf, Stadt * 7. Suddendorf Samtgemeinde Uelsen 1. Getelo 2. Gölenkamp 3. Halle 4. Itterbeck 5. Uelsen * 6. Wielen 7. Wilsum |